# Emil Schwanenflügel
Niels Johannes Emil Schwanenflügel (21. april 1847 i København – 16. oktober 1921 i København) var en dansk arkitekt, der især har præget Odense og Sydfyn med sine byggerier.
Emil Schwanenflügel blev født i København 21. april 1847 som søn af silke- og klædehandler, grosserer Wilhelm Schwanenflügel (1820-95) og Nathalie Pauline Gustava f. Zelin (f. 1819). Han blev student 1865, var en kortere tid i murerlære, frekventerede dernæst C.V. Nielsens tegneskole og gennemgik fra december 1867 Kunstakademiet, hvor han fik afgangsbevis 1876. 1871 vandt han Neuhausens Præmie for en opmåling af et parti af Børsen, og 1874-75 opholdt han sig på studierejse i Belgien, Frankrig og Italien. 1876 bosatte han sig i Odense, hvor han straks blev lærer i bygningslære og fagtegning ved Odense Tekniske Skole, hvor han virkede indtil 1916. Han var også bygningsinspektør for Fyens Stifts Sparekasse fra 1905.
Inden da havde han været medarbejder hos blandt andre Vilhelm Tvede i tre år, konduktør hos Carl Lendorf og J.D. Herholdt ved Odense Rådhus (1881-83) samt tilsynsførende for Knud Arne Petersen og Henrik Hagemann ved opførelsen af Industripalæet på Albani Torv i Odense (1890-91, nedrevet).
Han designede udstillingen Landmandsforsamlingen i Odense (1900, præmieret).
Schwanenflügel ægtede den 21. august 1877 i København Marie Sophie Dohlmann (1. maj 1852 på Frederiksberg – 18. januar 1918 i København), datter af tømrermester, limfabrikant Frederik August Dohlmann og Anna Sophie Frederikke Meyer. Han er begravet på Frederiksberg Ældre Kirkegård.

## Værker
- Klædefabrik, Nedergade 42-44, Odense (1876-79)
- Teknisk Skole, Rudkøbing (1878, udvidet 1891)
- Ombygning af klædefabrik i Frue Kirkestræde til Odense Tekniske Skole (1878-79)
- Hovedbygning til Hesbjerg ved Odense (1880-81)
- Ristinge Kapel, Langeland (1880-81)
- Foreningsbygning for Fyens Stifts Læseforening, Odense (1883)
- Kædeby Kapel, Langeland (l885)
- Odense Museum (1885, assistance for murermester Frederik E. Andersen)
- Bygning til Industriudstillingen i Odense (1885, nedrevet)
- Marstal Kommuneskole (1886, nu postcentral, Hjemmeplejekontor og borgerbutik)
- Tranderup Skole, Ærø (1886-87)
- Nyborg Kommunale Realskole (1887-88, 1. præmie)
- Ærøskøbing Borger- og Realskole (1888-89)
- Skovby Skole, Ærø (1889)
- Epidemi- og karantænehus, Kerteminde (1890)
- Filialkirke, Hasmark, Nordfyn (1892)
- Tekniske Skoler i Nyborg (1894), Ærøskøbing (1894) og Kerteminde (1895)
- Odense Folketeater (1894-95)
- Svendborg Teater (1897)
- Odd Fellowloger i Rudkøbing (1897), i Ringkøbing (1897) og i Svendborg (1898)
- Odense Tekniske Skole (1897-98, 2. præmie, ikke realiseret)
- Nyborg Borgerskole (1898, 1. præmie)
- Hotel Nyborg Strand (1898-99, senere udvidet)
- Vandtårn, Nyborg (1898-99, fredet)
- Diakon- og epileptikerhjem, Nyborg (l898-99)
- Pavillon i lystanlæg Frederiksminde, Præstø, med foreningslokaler, hotel, restauration og teatersal (1900)
- Frederik VII's Stiftelse, Vandværksvej 9, Odense (1903)
- Hovedsæde for Kreditforeningen af Grundejere i Fyens Stift, Slotsgade 14/Store Gråbrødrestræde, Odense (1903, 1937 solgt til Grand Hotel)
- Desuden adskillige villaer, f.eks. Kronprinsensgade 21, Odense (1877), samme nr. 15 (1880), ombygning af det gl. krudthus på Stjerneskansen, Nyborg til privatbeboelse (1899) samt af konsul Birches villa ved Nyborg Lystbådehavn.